# Scaphopetalum
Scaphopetalum  es un género de fanerógamas con 21 especies perteneciente a la familia de las  Malvaceae. 

## Especies seleccionadas
| - Scaphopetalum acuminatum - Scaphopetalum amoenum - Scaphopetalum blackii - Scaphopetalum brunneo - Scaphopetalum dewevrei - Scaphopetalum discolor - Scaphopetalum le-testui - Scaphopetalum longepedunculatum - Scaphopetalum macranthum - Scaphopetalum mannii | - Scaphopetalum monophysca - Scaphopetalum ngouniense - Scaphopetalum pallidinerve - Scaphopetalum parvifolium - Scaphopetalum paxii - Scaphopetalum riparium - Scaphopetalum stipulosum - Scaphopetalum talbotii - Scaphopetalum thonneri - Scaphopetalum vanderystii - Scaphopetalum zenkeri |